# Несигурна (ТВ серија)
Несигурна ( енгл. Insecure ) је америчка хумористичка драмска серија креирана од стране Исе Реј и Лерија Вилмура, и делимично се темељи на хваљеној веб серији Чудна црна девојка ( енгл. Awkward Black Girl ) Исе Реј. Премијеру је имала онлајн 23. септембра 2016. године путем сервиса ХБО ГО, пре него се емитовала недељно на ХБО од 9. октобра 2016. године. У Србији су све сезоне доступне за гледање на платформи Макс.

## Радња
Серија прати пријатељство две савремене црнкиње, као и сва њихова непријатна искуства и узбудљиве перипетије.

## Улоге

### Главни
| Глумац          | Улога          |
| --------------- | -------------- |
| Иса Реј         | Иса Ди         |
| Ивон Орџи       | Моли Картер    |
| Џеј Елис        | Лоренс Вокер   |
| Наташа Ротвел   | Кели Прени     |
| Аманда Силес    | Тифани Ди Боис |
| Кендрик Сампсон | Нејтан Кемпбел |

## Епизоде
| Сезона | Сезона | Епизоде | Епизоде | Оригинално емитовање | Оригинално емитовање |
| Сезона | Сезона | Епизоде | Епизоде | Премијера            | Финале               |
| ------ | ------ | ------- | ------- | -------------------- | -------------------- |
|        | 1.     | 8       | 8       | 9. октобар 2016.     | 27. новембар 2016.   |
|        | 2.     | 8       | 8       | 23. јул 2017.        | 10. септембар 2017.  |
|        | 3.     | 8       | 8       | 12. август 2018.     | 30. септембар 2018.  |
|        | 4.     | 10      | 10      | 12. април 2020.      | 14. јун 2020.        |
|        | 5.     | 10      | 10      | 24. октобар 2021.    | 26. децембар 2021.   |